# الكسندر بيل
الكسندر بيل (23 فبراير 1915 في الأرجنتين - 12 أبريل 1956 بأكسفورد في المملكة المتحدة) (بالإسبانية: Alexander Bell)‏ هو لاعب كريكت أرجنتيني. لعب مع Hertfordshire County Cricket Club ‏ ونادي مقاطعة نورثامبتونشير للكريكت ‏.

## وصلات خارجية
- الكسندر بيل على موقع إي آس بي آن كريك إنفو (الإنجليزية)